# جان کیتزمیلر
جان کیتزمیلر (انگلیسی: John Kitzmiller؛ ۴ دسامبر ۱۹۱۳ – ۲۳ فوریهٔ ۱۹۶۵) یک هنرپیشه اهل ایالات متحده آمریکا بود.
از فیلم‌هایی که وی در آن نقش داشته است، می‌توان به روشنایی‌های واریته، دکتر نو، نیروی سرنوشت و ببر هفت دریا  اشاره کرد.